# Zdziechowice Drugie
Zdziechowice Drugie est une localité polonaise de la gmina de Zaklików, située dans le powiat de Stalowa Wola en voïvodie des Basses-Carpates.